# Kasia Smutniak
Katarzyna Anna "Kasia" Smutniak, född 13 augusti 1979 i Piła, Storpolen, är en polsk-italiensk skådespelerska och fotomodell.

## Roller i urval
- 2007 – Nelle tue mani
- 2010 – From Paris with Love
- 2012 – Die Vierte Macht
- 2014 – Allacciate le cinture
- 2016 – Vad döljer du för mig?
- 2020 – Dolittle
- 2020 – Devils (TV-serie) (10 avsnitt)
- 2021–2023 – Domina (TV-serie) (14 avsnitt)